# فيليسي
فيليسي ((بالسلوفينية: Vileš)‏) هي بلدية تقع في مقاطعة غوريزيا في منطقة فريولي فينيتسيا جوليا الإيطالية. تقع على بعد قرابة 40 كيلومتر (25 ميل) شمال غرب ترييستي وحوالي 15 كيلومتر (9 ميل) جنوب غرب غوريزيا . في 31 ديسمبر 2004، كان عدد سكانها 1560 نسمة ومساحتها 11.8 كيلومتر مربع (4.6 ميل2) . 
تقع فيليسي على حدود البلديات التالية: كامبولونيو ال توري وفوغليانو ريديبوليا وغراديسكا ديسونتسو ورومان ديسونزو ورودا وسان بير ديسونتسو وتابلويانو.